# Charles Gerhardt
Pour les personnes portant le même patronyme, voir Gerhardt.
Ne doit pas être confondu avec Charles H. Gerhardt.
Charles Frédéric Gerhardt est un chimiste français, né le 21 août 1816 à Strasbourg et mort le 19 août 1856 dans cette même ville. On lui doit notamment la première synthèse de l'acide acétylsalicylique ou aspirine qu'il nomme acide acéto-salicylique et en dépose le brevet.

## Biographie
Charles Frédéric Gerhardt est né le 21 août 1816 à Strasbourg, où il étudie au gymnase protestant. Son père, Samuel Gerhardt, reprend une fabrique de céruse en 1825. N'ayant pas les connaissances techniques appropriées, il envoie son fils étudier à l'école polytechnique de Karlsruhe de 1831 à 1832, où les conférences de Friedrich Walchner stimulent son intérêt pour la chimie. Ce dernier continue ses études dans une école de commerce de Leipzig et suit en parallèle des cours de chimie auprès d'Otto Linné Erdmann, à partir 1833. En 1834, il retourne à Strasbourg et travaille dans la fabrique de son père, avec lequel il se dispute. Il fait alors le choix de poursuivre ses études de chimie et passe dix-huit mois dans le laboratoire de Justus von Liebig à l'université de Giessen en 1836 et 1837. L'année suivante, il devient assistant dans le laboratoire d'Eugène Chevreul de l'université de Paris. En 1841, après sa thèse de chimie sur l'hellénine, il obtient une chaire de chimie à Montpellier. Il épouse Jane Sanders, une Écossaise, le 22 mai 1844. En 1848, il quitte Montpellier pour Paris où il ouvre sa propre école de chimie pratique puis il accepte, en 1855, un poste de professeur de chimie à l'École de pharmacie ainsi qu'à la faculté des sciences de l'université de Strasbourg. Il meurt l'année suivante, le 19 août 1856.
Charles Gerhardt est enterré à Strasbourg, au cimetière Sainte-Hélène. Dans sa ville natale, une rue du quartier des xv porte son nom.

## Travaux scientifiques
En 1842, par distillation alcaline de la quinine, Charles Gerhardt obtint la quinoléine, huile incolore qu'il appela chinolein (« huile de quinine ») et qui se révéla identique à la leucoline (leukol) découverte dans la houille par Ferdinand Runge en 1834. Cette découverte allait être à l'origine du développement, au XXe siècle, des médicaments antipaludiques de synthèse tels que la chloroquine.
Au début du XIXe siècle, on fabriquait le salicylate, une substance qui permettait de lutter contre les fièvres et douleurs à partir de l'écorce de saule. En 1853, Gerhardt réussit la première synthèse de la molécule de base de l'aspirine, l'acide acétylsalicylique, proche du médicament actuel et substitut plus économique du salicylate.
Il eut comme élève Félix Pisani.
En son hommage, l'Institut de chimie moléculaire et des matériaux de l'université de Montpellier (ICGM) porte son nom : Institut Charles Gerhardt.

## Œuvres et publications
- 1838 : (de) « Ueber einige Stickstoffverbindungen des Benzoyls », dans Justus Liebigs Annalen der Chemie.
- 1841 : Recherches chimiques sur les huiles essentielles : Premier Mémoire présenté à l'Académie des sciences, le 30 novembre 1840, imprimerie de Bachelier.
- 1841 : Recherches sur l'hellénine, principe concret de la racine d'aulnée et sur quelques composés congénères (thèse de doctorat en sciences, université de Paris, 6 avril 1841), Gratiot et Cie, Paris, Texte intégral
- 1842 : (de) « Untersuchungen über die organischen Basen », dans Liebigs Ann. Chem..
- 1846 : (de) « Ueber salpetersäure und salpetrigsäure Salze », dans Journal für Praktische Chemie.
- 1853 : « Recherches sur les acides organiques anhydres », dans Ann. Chim. Phys.
- 1853 : « Recherches sur les amides », avec L. Chiozza, dans Comptes rendus de l'Académie des sciences.
- 1858 : (de) « Ueber die Einwirkung des Phosphorsuperchlorids auf einige Amide », dans Liebigs Ann. Chem.

### Ouvrages de synthèse

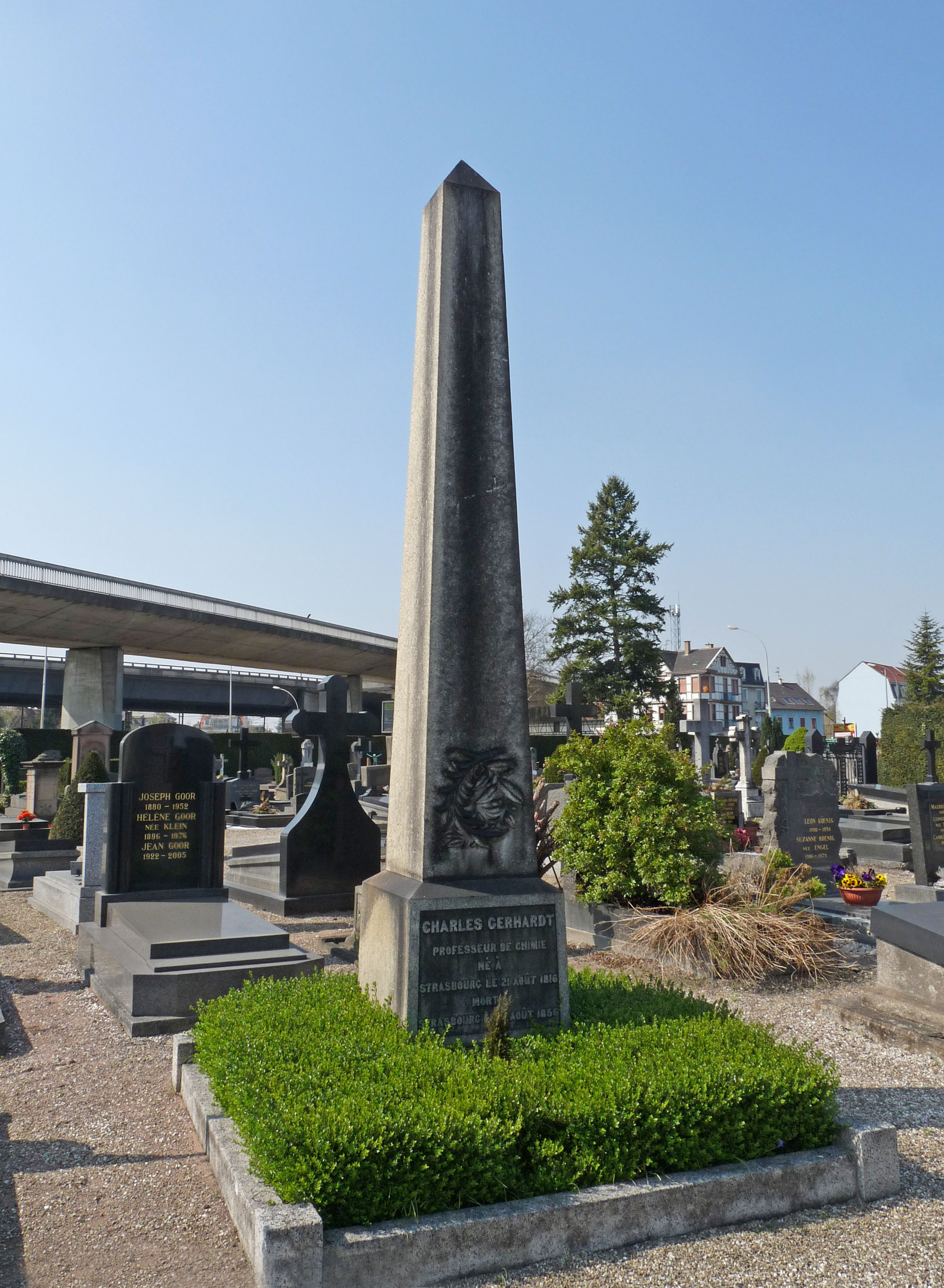
Tombe de Charles Gerhardt au cimetière Sainte-Hélène de Strasbourg

Les ouvrages cités dans cette rubrique ont été numérisés et rendus accessibles en ligne par le Service commun de la documentation de l'université Louis-Pasteur de Strasbourg.
- Sur la génération de l'éther, Imprimerie de G. Silbermann (Strasbourg), 1844, Texte intégral.
- Précis de chimie organique:

1. tome premier, Fortin, Masson et Cie (Paris), 1844, lire en ligne sur Gallica.
2. tome second, Fortin, Masson et Cie (Paris), 1845, lire en ligne sur Gallica.

- (de) Grundriss der Organischen Chemie, t. 1-2, Schmidt et Grucker (Strassburg), Texte intégral.
- Notice analytique sur les travaux de M. Charles Gerhardt, E. Thunot (Paris), 1850, Texte intégral.
- Aide-mémoire pour l'analyse chimique, Victor Masson (Paris), 1852, Texte intégral .
- Traité de chimie organique, t. 1-4, Firmin Didot frères (Paris):

1. tome premier, 1853 Texte intégral.
2. tome deuxième, 1854 Texte intégral.
3. tome troisième, 1854 Texte intégral.
4. tome quatrième, 1856 Texte intégral.

- (de) Lehrbuch der Organischen Chemie, t. 1-4, Otto Wigand (Leipzig):

1. tome premier, 1854 Texte intégral.
2. tome deuxième, 1854 Texte intégral.
3. tome troisième, 1855 Texte intégral.
4. tome quatrième, 1857 Texte intégral.

En collaboration
- avec Gustave Chancel (1822-1890): Précis d'analyse chimique qualitative, Victor Masson (Paris), 1855 lire en ligne sur Gallica; 2e éd., 1862 Texte intégral.
- avec Gustave Chancel (1822-1890): Précis d'analyse chimique quantitative, Victor Masson (Paris) 1859, lire en ligne sur Gallica ; 2e éd., 1864.

### Correspondance
- Correspondance, édition de Marc Tiffeneau, Masson, Paris, 1918-1925.